# Alice Stebbins Wells
Alice Stebbins Wells, née le 13 juin 1873 à Manhattan dans le Kansas et morte le 17 août 1957 à Los Angeles en Californie, elle devient, en septembre 1910, la première policière dotée de pouvoirs d'arrestation aux États-Unis en étant nommée au service de police de Los Angeles.

## Biographie
Née le 13 juin 1873 à Manhattan dans le Kansas, Alice Stebbins Wells étudie la théologie et la criminologie au séminaire de Hartford. Membre de la Women's Christian Temperance Union, elle est de 1903 à 1906, elle est pasteur à Perry, Oklahoma. Elle devient en 1910, la première femme nommée au service de police de Los Angeles. En 1925, elle organise la Los Angeles Policewomen's Association et, en 1928, elle fonde la Women Peace Officers Association of California à San Bernardino. En 1934 elle est nommée historienne officielle de la police de Los Angeles. Après 30 ans de travail dans la police, en 1940, elle prend sa retraite. Alice Stebbins Wells meurt le 17 août 1957 à Los Angeles.